# 니이촌 (효고현 히카미군)
니이촌(新井村)은 효고현 히카미군에 있던 촌이다. 현재의 단바시에 해당한다.

## 역사
- 1889년 4월 1일 - 정촌제 시행에 의해 6촌의 구역을 가지고 성립하였다.
- 1955년 10월 1일 - 가이바라정과 합병해 새로운 가이바라정이 성립, 동일 니이촌은 폐지되었다.

## 참고문헌
- 角川日本地名大辞典 28 兵庫県